# Йоста (остановочный пункт)
Йо́ста (латыш. Josta) — остановочный пункт на железнодорожной линии Елгава — Лиепая в Бикстской волости Добельского края Латвии.

## История
Станция была открыта 1 февраля 1928 года на участке железнодорожной линии Лиепая — Глуда. В 1934 году был построен одноэтажный каменный вокзал с мансардой, в которой были устроены квартиры. С 2001 года остановочный пункт не используется. Пассажирское здание окончательно разобрано 13 августа 2013 года.